# Dornier Do 31
Il Dornier Do 31 fu un aereo da trasporto tattico sperimentale VTOL realizzato dall'azienda tedesca Dornier-Werke alla fine degli anni sessanta e rimasto allo stadio di prototipo.
Il velivolo fu progettato per soddisfare una specifica della NATO (BMR-4) per un aereo da supporto tattico all'aereo da attacco VTOL EWR VJ 101, progettato nell'ambito NATO come BMR-3. Il Do 31 fu il primo, finora l'unico aereo da trasporto a getto a decollo verticale mai costruito.

## Storia

### Sviluppo
Nei primi anni sessanta la Luftwaffe, preoccupata che le sue basi aeree fossero eccessivamente vulnerabili agli attacchi aerei dal Blocco orientale, cercò attivamente la possibilità di sottrarre le proprie forze aeree a questa minaccia studiando la possibilità di disperderle in basi di fortuna (che potevano includere il decollo da autostrade), emettendo un requisito per aerei con funzionalità STOVL. Parte di queste richieste vennero soddisfatte dagli F-104 Starfighter, modificati con motori a razzo lanciati da rampe stazionarie (in quello che divenne noto come programma ZELL). Gli Starfighter sarebbero stati recuperati usando cavi d'atterraggio simili a quelli delle portaerei. Il Do 31 fu concepito per usare quei cavi.
Quando si accorse degli alti costi, dei problemi tecnici e delle difficoltà logistiche, la Luftwaffe cessò i test riguardanti gli aerei VTOL, tra i quali il Do 31, il VJ101 ed il VFW VAK 191B; ne risultò la cancellazione di questi progetti e del futuro uso di questi aerei in compiti di ricerca.
I progetti iniziali incorporavano motori Bristol Pegasus a spinta vettoriale (lo stesso tipo utilizzato nel caccia Harrier) in ciascuna gondola interna e quattro Rolls-Royce RB162 nelle altre gondole esterne. I due motori Pegasus montati orizzontalmente servivano per il volo livellato e per il decollo verticale (deflettendo il getto verso il basso), mentre gli otto RB162 montati verticalmente servivano solo per il decollo verticale. Venne inoltre pianificato di sostituire questi ultimi non appena fossero stati disponibili i più potenti motori a turboventola Rolls-Royce RB153 da 22 kN di spinta. 

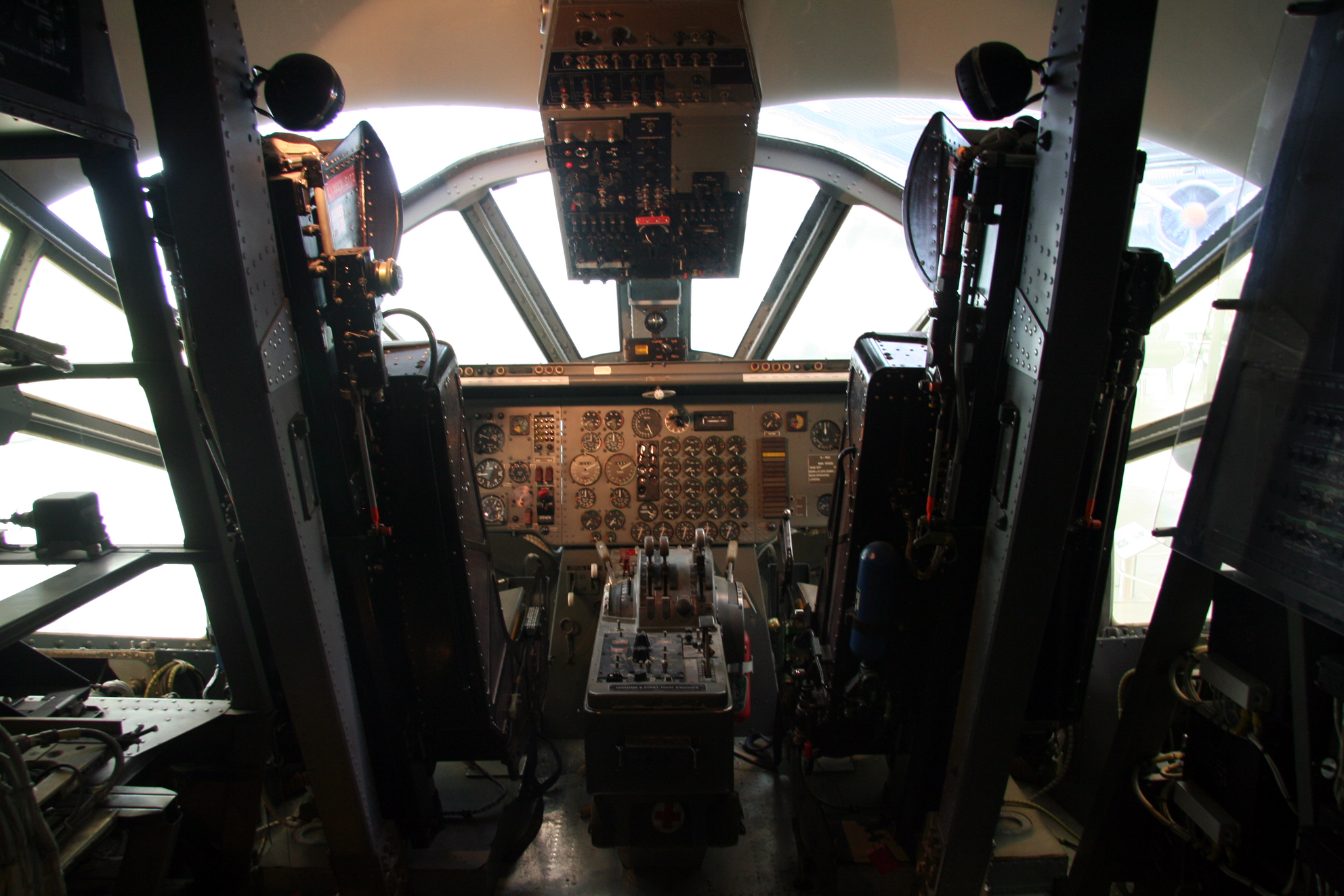
Cabina di pilotaggio del Do 31

In totale, vennero costruiti tre aerei di prova, con l'indicazione E1, E2 e E3 - dove la "E" indicava Experimentell (Sperimentale). L'E1 era mosso solo da un motore Pegasus, e venne progettato per test di volo orizzontale. L'E2 fu testato per la cellula e non volò mai. L'E3 aveva i motori Pegasus e RB162 installati, e fu progettato per voli verticali. Il primo prototipo (E1) volò la prima volta il 10 febbraio 1967 con solo due motori Pegasus. Il secondo prototipo (E3) volò nel luglio 1967 con tutti e dieci i motori installati. Il primo volo ebbe luogo il 22 novembre 1967. Tutte le transizioni in avanti e indietro vennero eseguite nel dicembre 1967.

### Impiego operativo

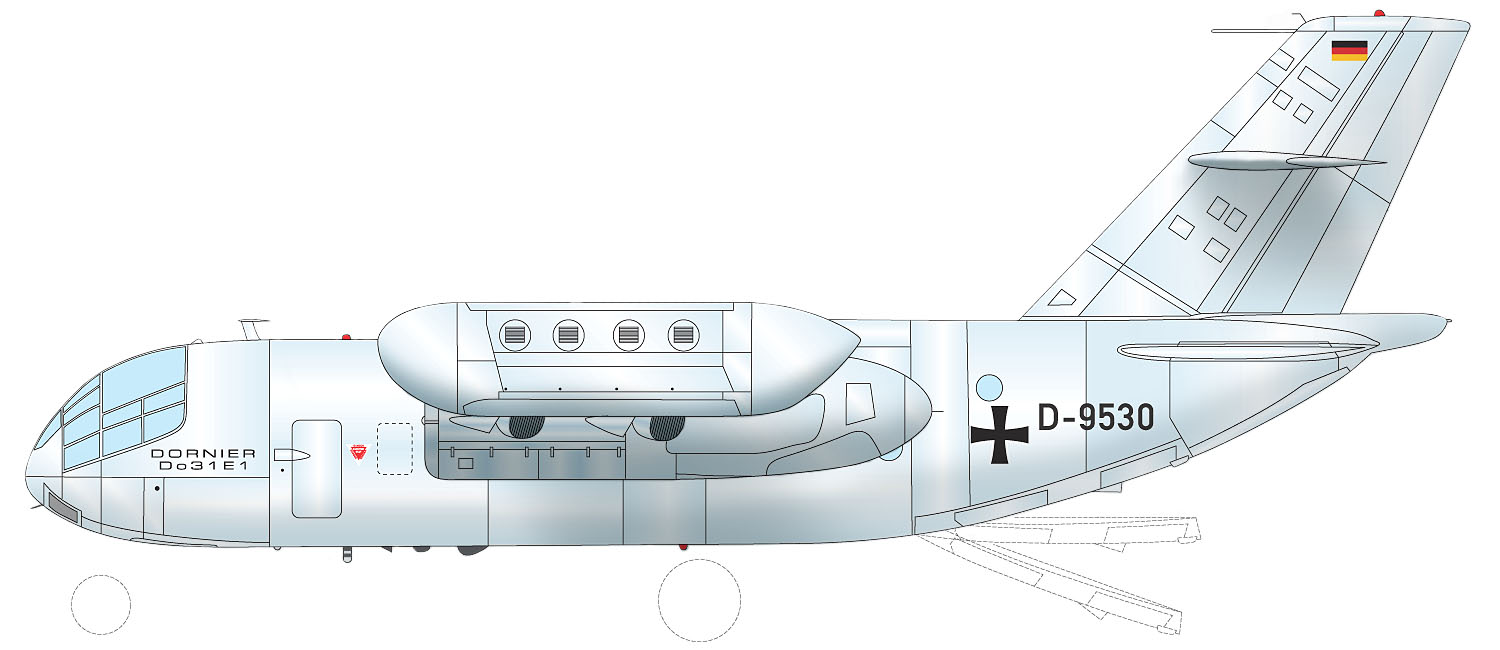
Riproduzione grafica del E1, marche D-9530.

Pur se il programma si rivelò tecnicamente un successo il Do 31 non venne mai impiegato in unità operative ma stabilì diversi record mondiali FAI (Fédération Aéronautique Internationale) durante il suo tragitto allo show aereo di Parigi del 1969. Nel 1970 venne sottoposto alla NASA per valutazioni prima che il programma di sviluppo venisse arrestato, ed in quell'ambito l'astronauta Neil Armstrong, nel ruolo di pilota collaudatore, lo valutò positivo e convincente. In data 31 ottobre 1969 il Bundesamt für Wehrtechnik und Beschaffung (BWB), l'ufficio federale addetto all'approvvigionamento delle tecnologie della difesa, annullò il contratto e la Dornier fu costretta, non trovando alcun partner di sviluppo a cancellare il progetto nell'aprile 1970. Il Do 31 fece il suo ultimo volo pubblico il 4 maggio 1970 durante l'ILA ad Hannover. Uno dei fattori che hanno portato alla conclusione del progetto fu il grande peso del motore ed il suo trascinamento.

## Esemplari attualmente esistenti

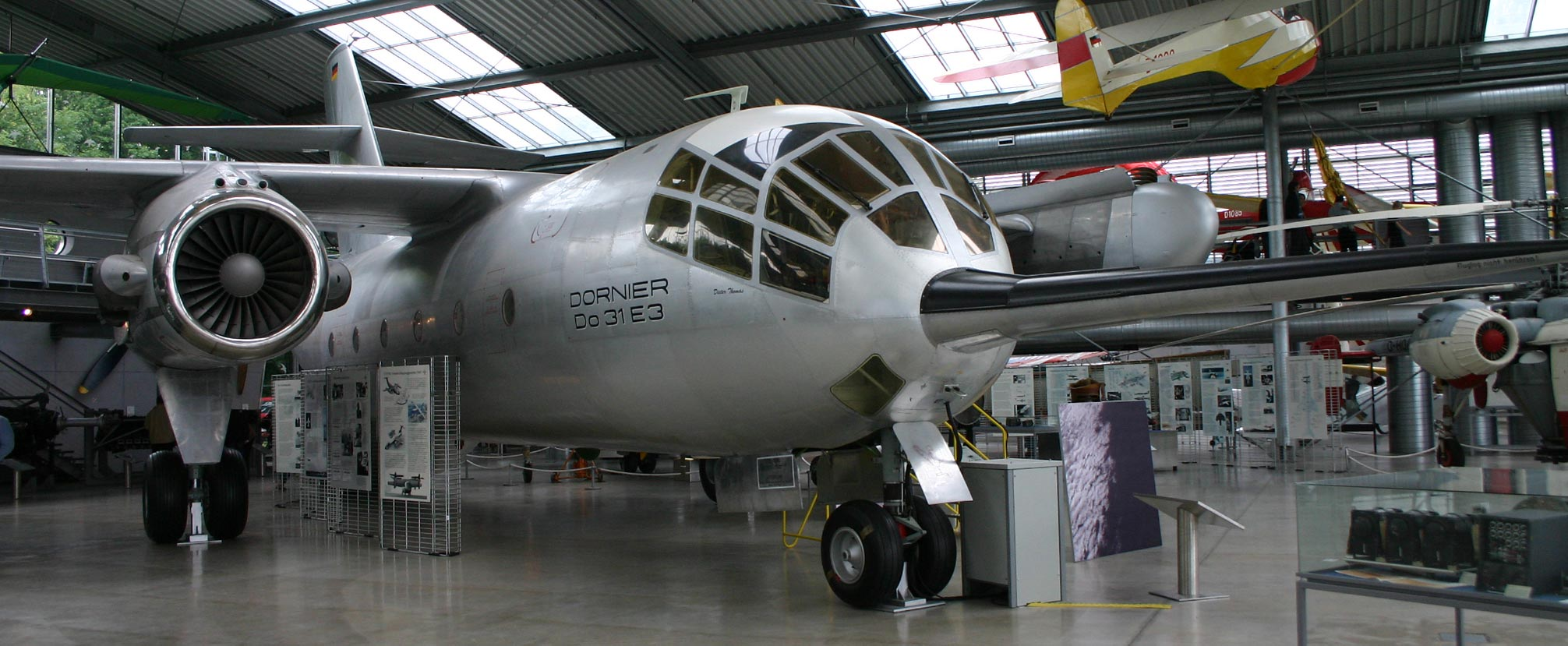
Do 31 E3 in mostra

Entrambi i prototipi volanti vennero conservati in Germania, il destino e l'ubicazione attuale dell'aereo non volante (E2) è sconosciuta. 
- Dornier Do 31 E1, D-9530, inizialmente immagazzinato a Oberpfaffenhofen, è in mostra dal luglio 2009 al Dornier Museum di Friedrichshafen.
- Dornier Do 31 E3, D-9531, inizialmente immagazzinato a Oberpfaffenhofen, è ora in mostra al Deutsches Museum a Schleissheim, vicino a Monaco di Baviera.[5]